# Dubuque
Dubuque je město ve Spojených státech amerických. Nachází se v okrese Dubuque County, jehož je zároveň správním městem, ve státě Iowa. Ve městě žije přibližně 60 tisíc obyvatel a jeho rozloha činí 80,9 km². Je jedenáctým nejlidnatějším městem v Iowě.
Město založil Julien Dubuque. Městem protéká Mississippi a své sídlo zde má Arcidiecéze Dubuque. Leží v nadmořské výšce asi 190 m n. m.

## Rodáci
- Kate Mulgrewová (* 1955) – americká herečka
- Margaret Lindsayová (1910–1981)
- Sabin Carr (1904–1983) – americký atlet – tyčkař

## Partnerská města
- Dornbirn, Rakousko
- Pjatigorsk, Rusko
- Chan-tan, Čína